# Härna kyrka
Härna kyrka är en kyrkobyggnad i västra delen av Ulricehamns kommun. Den tillhör sedan 2006 Södra Vings församling (tidigare Härna församling) i Skara stift.

## Historia
Av den äldsta stenkyrkan, sannolikt uppförd under 1100-talet eller 1200-talet återstår ännu betydande murpartier i det befintliga långhusets västra del. Byggnaden uppvisar stora likheter med Mjäldrunga kyrka. Sannolikt är det tresidiga korpartiet och sakristian resultat av om- och tillbyggnader under 1600-talet eller 1700-talet. Vid början av 1800-talet föreslog stiftsledningen att en ny kyrka skulle byggas som var gemensam för tre socknar. Härna kyrka stod kvar och genomgick en grundlig restaurering 1838. Vapenhuset uppfördes 1900 i samband med en genomgripande restaurering efter ritningar av Bror Almquist. Vid restaureringen 1954 var avsikten att i görligaste mån framhäva kyrkorummets äldre stilkaraktär, varför flera tillskott från sent 1800-tal och tidigt 1900-tal avlägsnades. Altaruppsats och predikstol är i senbarock. Interiörens nuvarande färgsättning härrör från 1987.

## Kyrkobyggnaden
Kyrkan ligger på en kulle, 240 meter över havet, med utsikt över Viskans dalgång. Den murade byggnaden består av rektangulärt långhus med tresidigt avslutat korparti och vidbyggd sakristia i norr. Vid västra sidan finns ett tvåvånings vapenhus av trä. Huvudingången går genom vapenhuset. Murarna är vitputsade såväl ut- som invändigt och genombryts av rundvälvda fönsteröppningar. Vid ena ytterväggen finns en solvisare från 1728. Långhuset täcks av ett brant sadeltak, valmat över den tresidiga östmuren. Innertaket är platt och försett med profilerad taklist.

## Klockstapel och klockor
Nära kyrkan i nordväst står en klockstapel med två klockor, som troligen uppfördes 1737. Den renoverades 1962. 
- Storklockan är av en senmedeltida normaltyp och saknar inskrifter.[1]
- Lillklockan göts 1845 i Jönköping.

## Inventarier

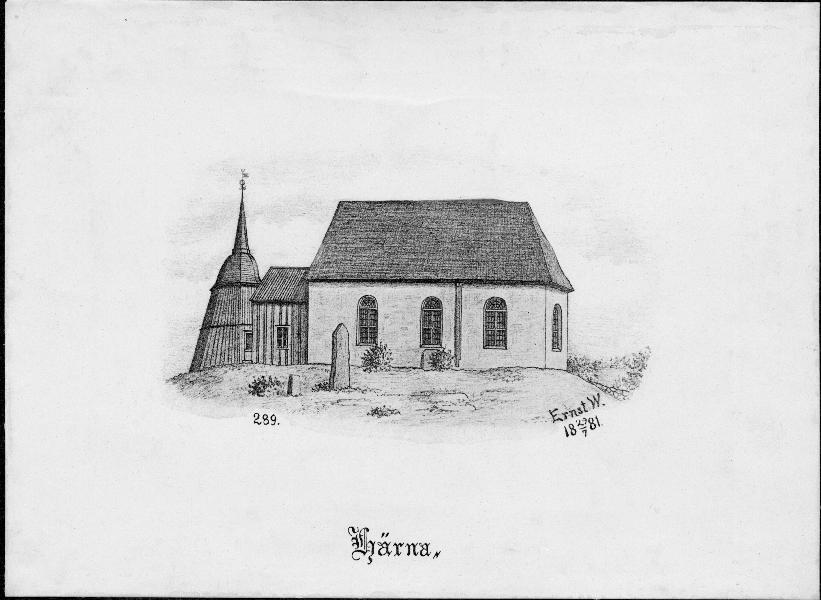
Kyrkan på teckning 1881.
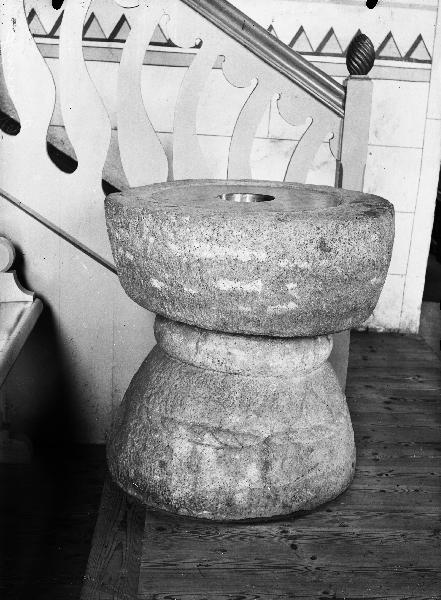
Dopfunten.
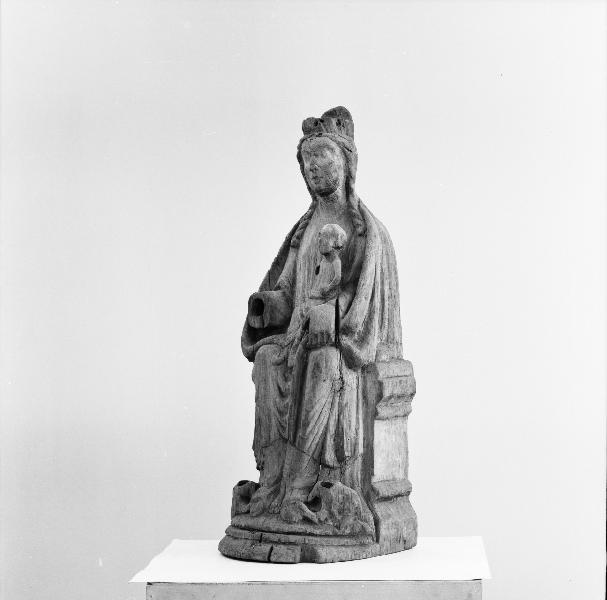
Madonnan.
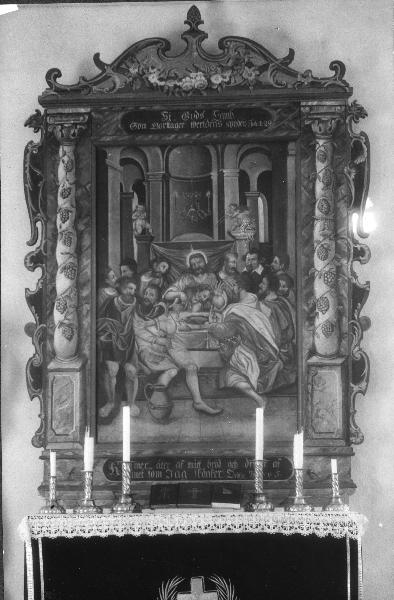
Altartavlan.

- Dopfunt av sandsten tillverkad omkring år 1200 i två delar med höjden 73 cm. Cuppan är cylindrisk med något buktande sidor och relativt plan undersida samt saknar alla dekorationer. Foten är som en stympad kon med något konvexa sidor. Upptill en kraftig vulst, på sidan en repstav och nedtill ett utsparat bandornament. Eventuellt kan foten tidigare varit cuppa till en annan funt. Centrala uttömningshål i både cuppa och fot.[2]
- En tronande Madonnaskulptur från 1200-talets mitt utförd i ek. Höjd 91 cm. Nu i Statens historiska museum.[3]
- Altartavlan, med motiv Nattvardens instiftelse, pedikstolen och en mässkrud är alla från 1600-talet och gåvor överlämnade av överste Börje Nilsson Drakenberg.
- Ett uppståndelsekors är uppsatt intill dopfunten. Korset ingick i en altaruppsats från 1800-talet.
- En gammal offerkista med tredubbla lås finns bevarad.
- På kyrkväggen sitter en solvisare från 1728.
- Orgeln från 1931 är nedmonterad, då den var i dåligt skick. Man använder istället en digitalorgel.[4]

## Kyrkogården
- Kyrkogården härstammar från tidig medeltid. Utmed vägarna i norr och väster finns en lägre del från 1961.

## Bildgalleri

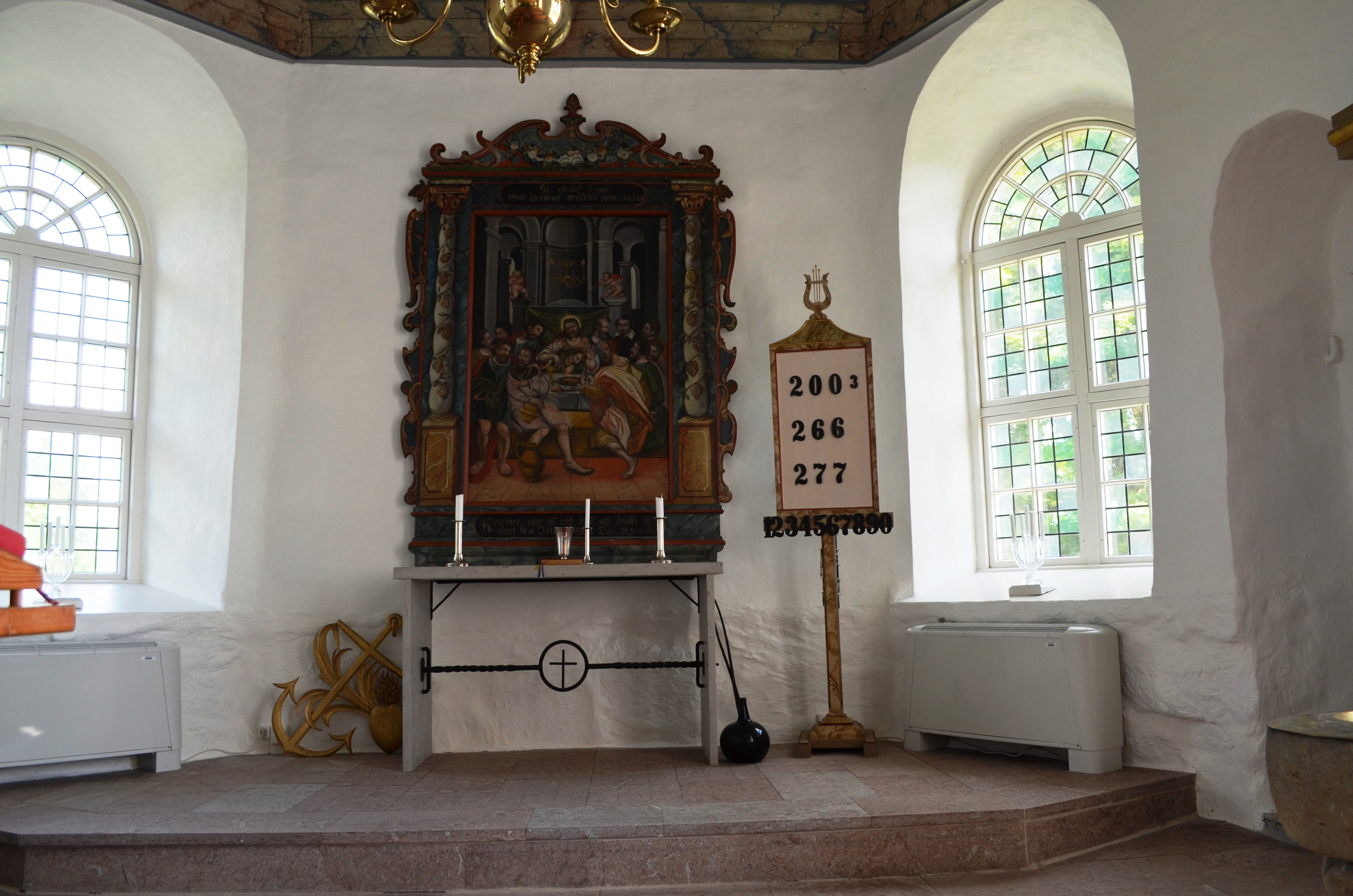
Härna kyrkas altare
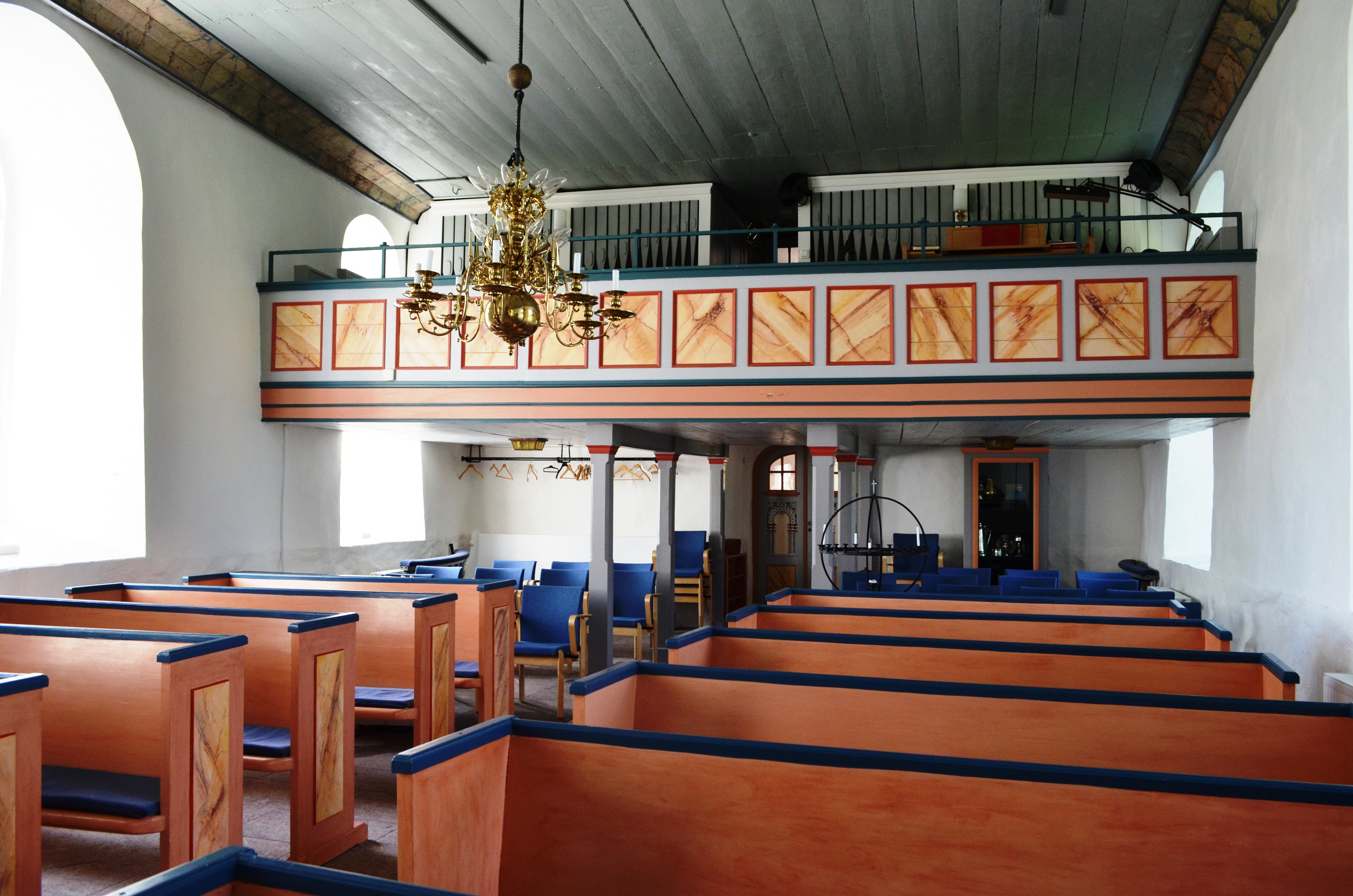
Härna kyrkas orgelläktare
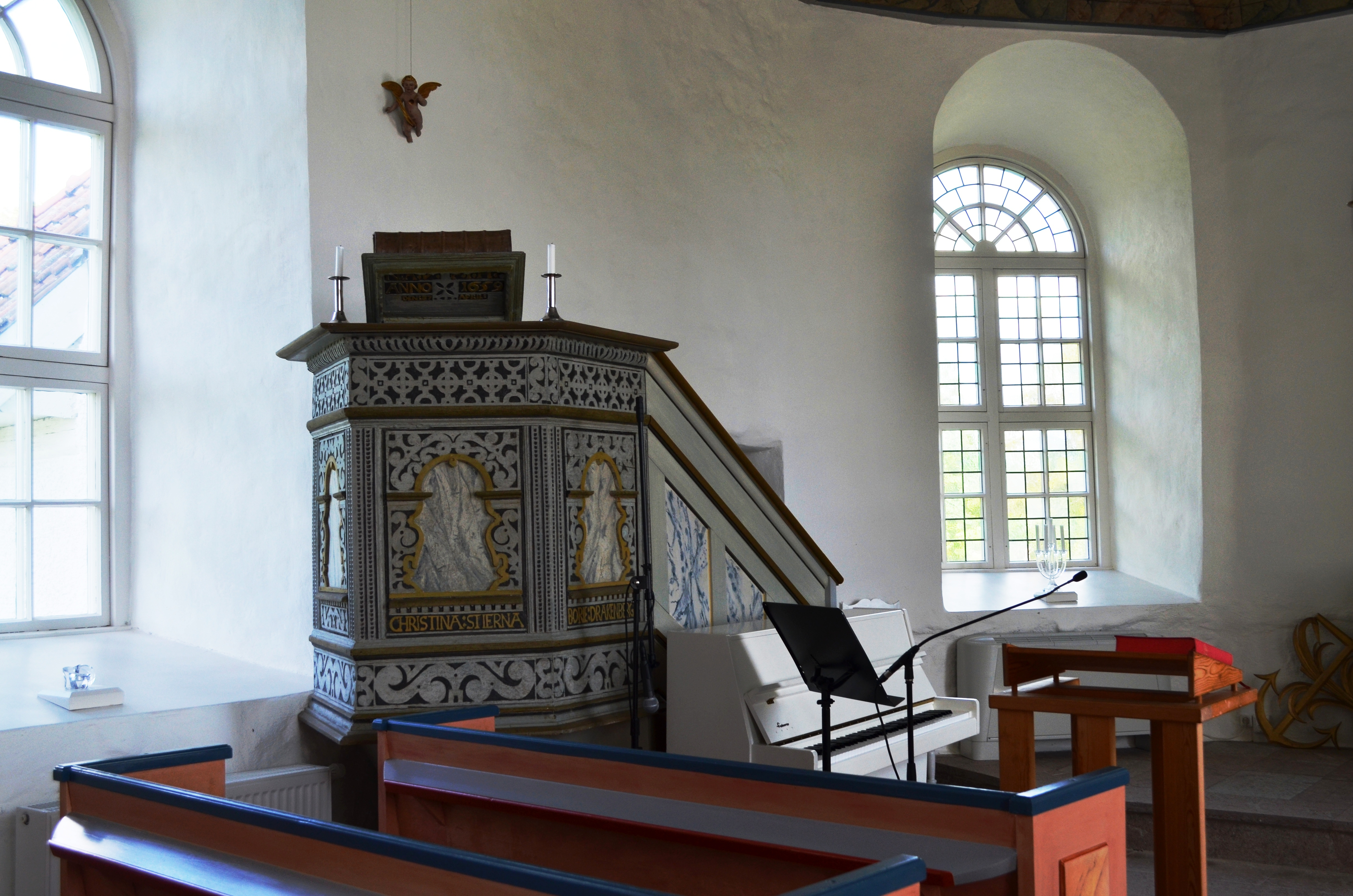
Härna kyrkas Predikstol
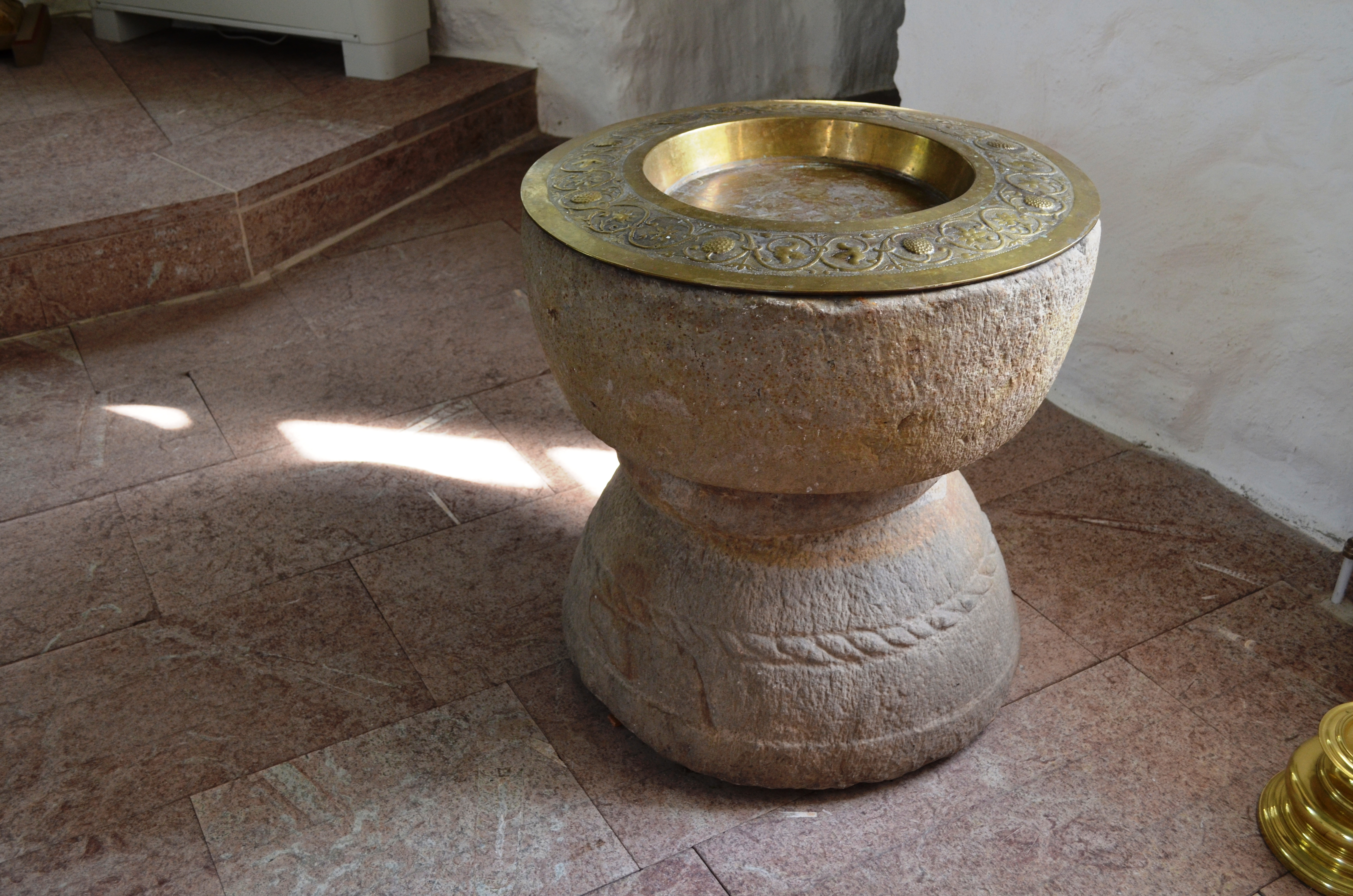
Härna kyrkas dopfunt
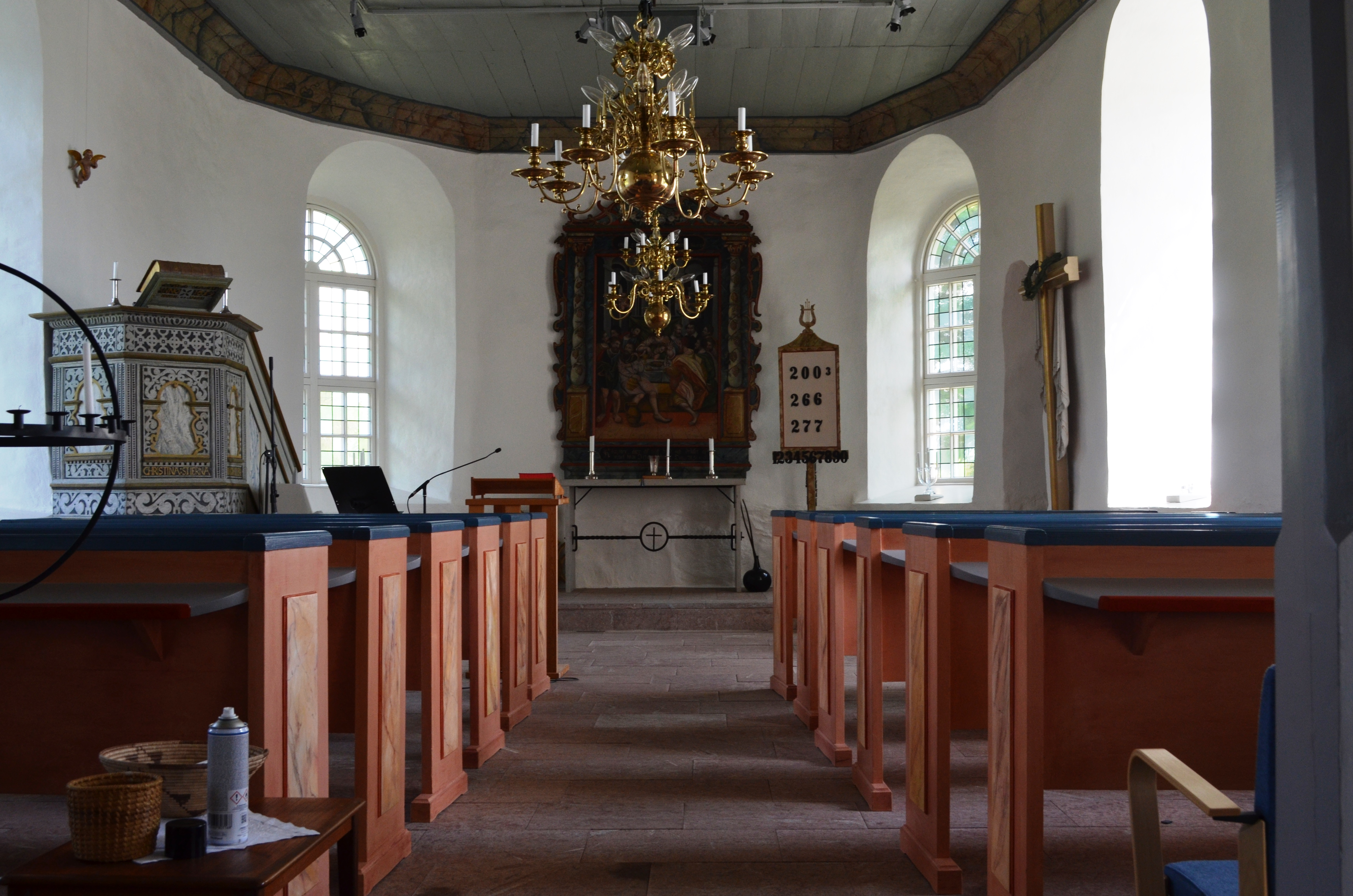
Härna kyrkas kyrkosal